# 阳泉北站
阳泉北站位于中華人民共和國山西省阳泉市盂县孙家庄镇大吉村和西吉村交界，是石太客运专线与阳大铁路上的火车站，于2009年4月1日启用营运，由中国铁路北京局集团阳泉车站管辖。是山西省最早通行高铁动车的车站之一。
阳大铁路也在此共构设站，2020年9月25日起开行来往本站与阳泉东站的市域动车组列车。
由于距阳泉市区过远（约47千米），本站被火车迷与孝感北站、盘锦北站和邵阳北站并称为中国铁路车站的“四大名北”。

## 歷史
- 2009年4月1日通車啟用[3]。
- 2016年3月，在原站房前增修阳大铁路站房，于2018年11月主体修建完工，2020年9月新站房启用[4]。

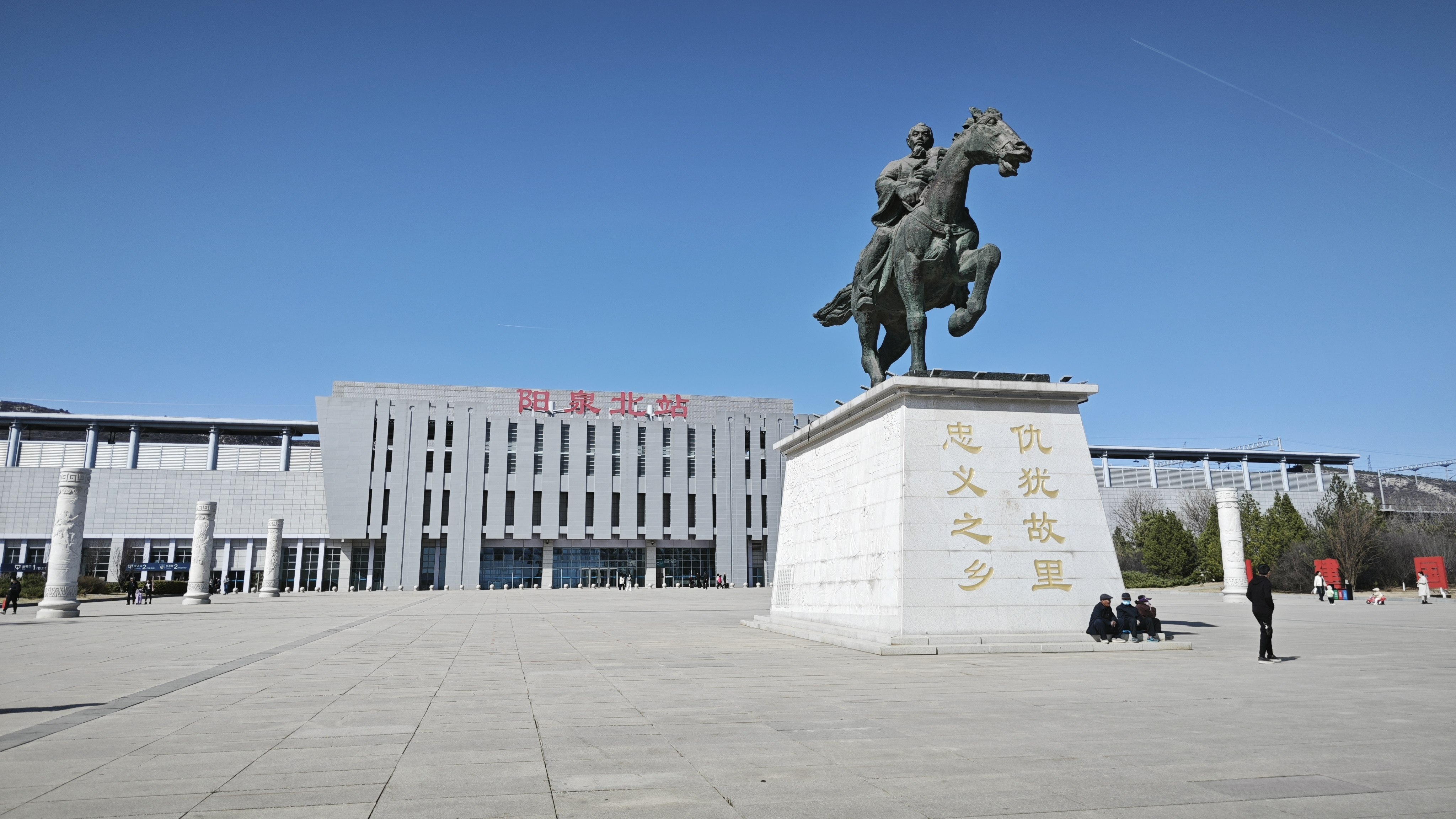
阳泉北站站前广场，设有程婴的雕像

## 车站结构
阳泉北站站房由两座不同站房构成。先期投入使用的是石太客专的站房，后由于阳大铁路修建缘故，在原站房前新修了阳大铁路的站房与股道。

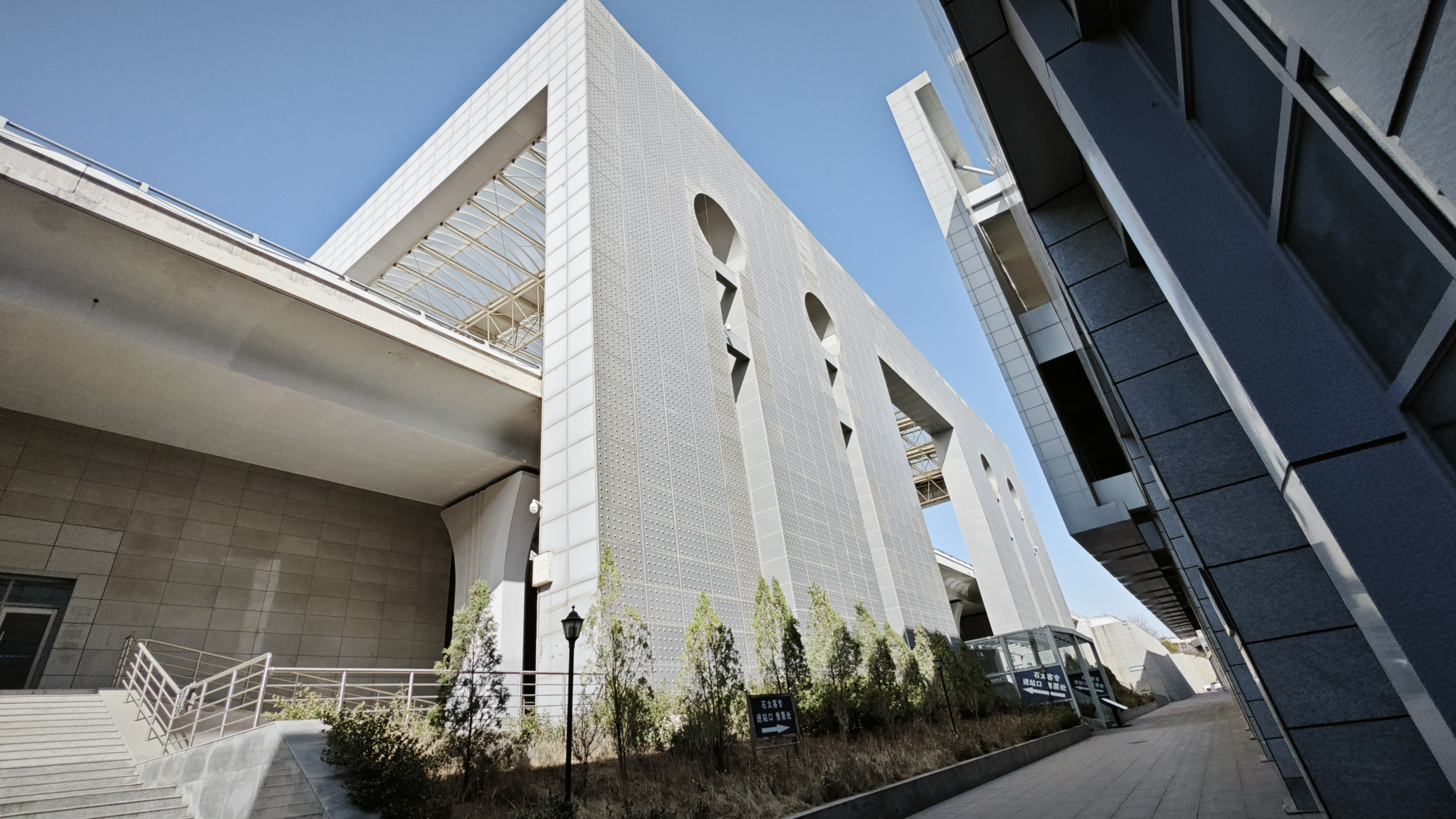
阳泉北站既有石太客专站房，修建于2009年

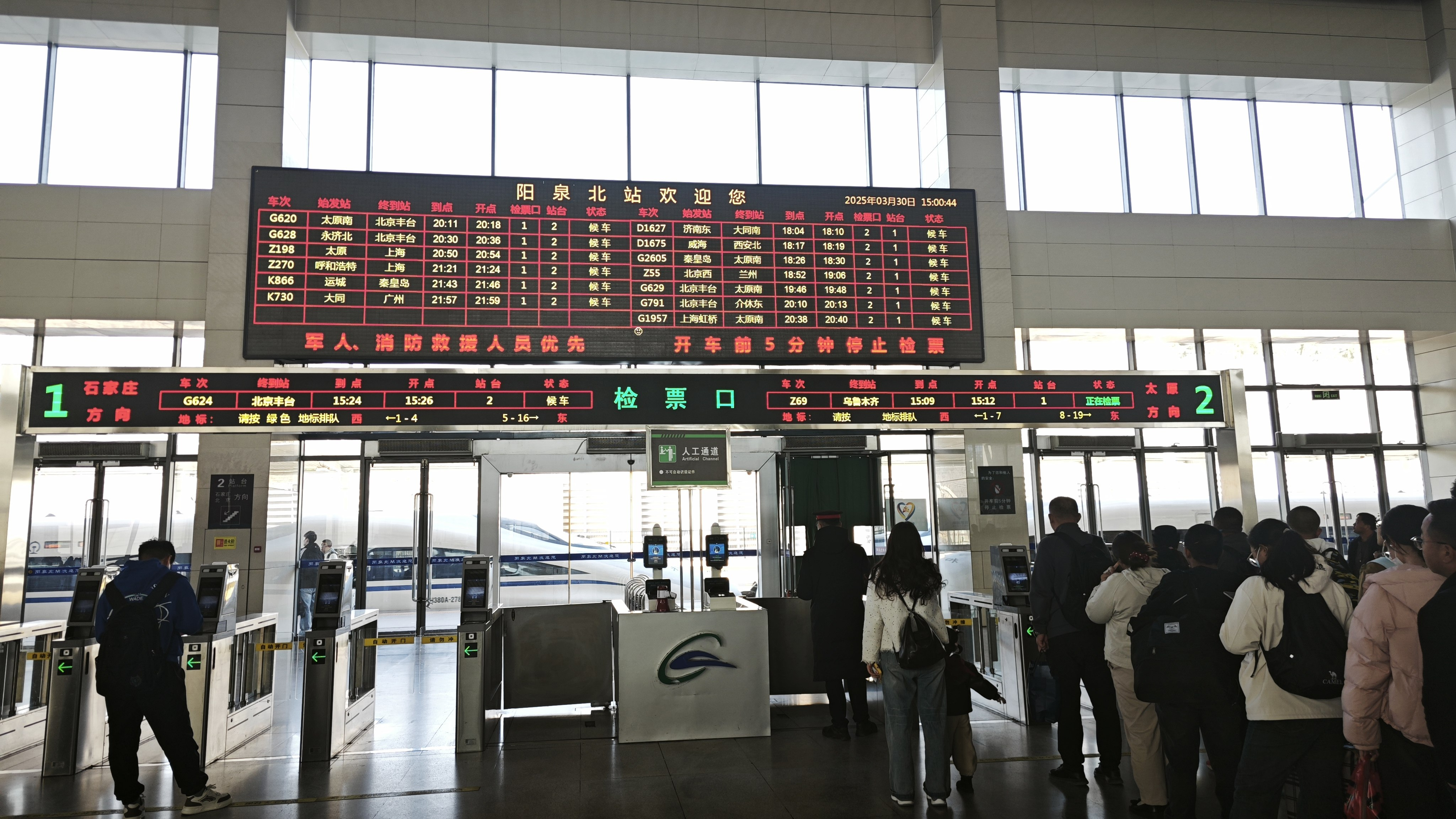
阳泉北站石太客专检票口

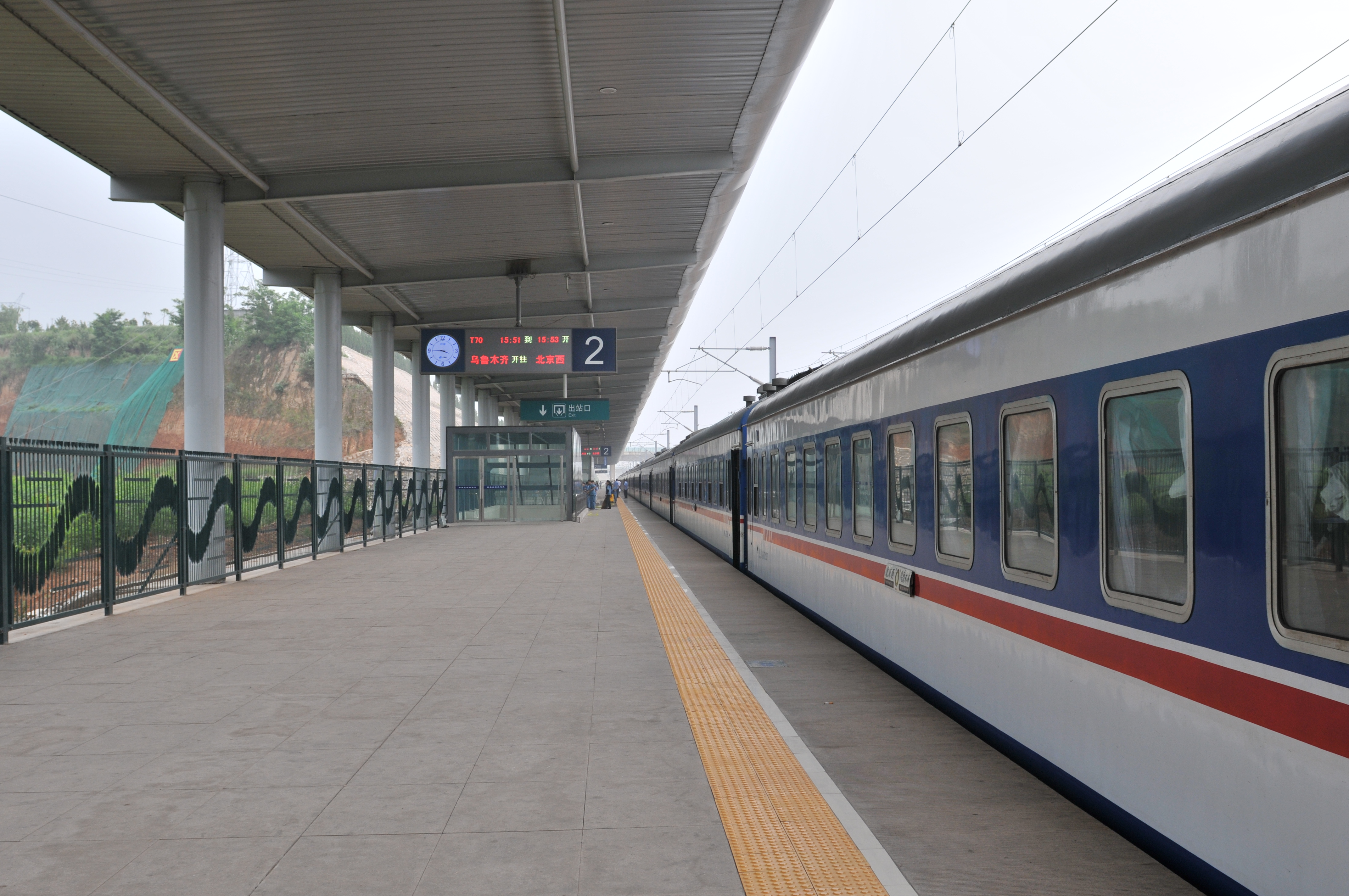
Z70次列车停靠阳泉北站原2站台，摄于2011年

在阳泉北站石太客专站房出站口，设有前往阳大铁路站房的便捷转乘通道。
车站设4台10线，其中阳大场为2台3线，石太客专场经扩建后为2台7线。

## 相关事件
2009年4月1日石太客专通车当天，老石太线上的普速列车大多改经石太客专，在阳泉境内的停站也改为盂县境内、离阳泉市区车程将近75分钟的阳泉北站，位于阳泉市区的阳泉站此后仅余6031/2、6033/4、4463/4次普客，阳泉市区居民及盂县以外县区的居民出行不如之前方便，阳泉市民也为争取阳泉市区恢复客运列车多次发动签名请愿活动，甚至有部分市民赴铁道部总部上訪。
针对阳泉北站过于偏远的问题，山西省人大代表、阳泉市志远建设集团董事长王新哲于2013年建议，在盂县（阳泉北站）与阳泉市区间建立山西省第一条市域轻轨。为了方便阳泉市民出行，在阳泉北站开通了接驳市区的大巴。2020年9月24日，阳大铁路阳泉北-阳泉东段建成通车，使阳泉市区市民到阳泉北站出行条件得到改善。

## 車站周邊
- 奶奶庙
- 报国寺
- 生态植物园
- 盂县孙家庄镇西吉小学